# Rachim Ibragimow

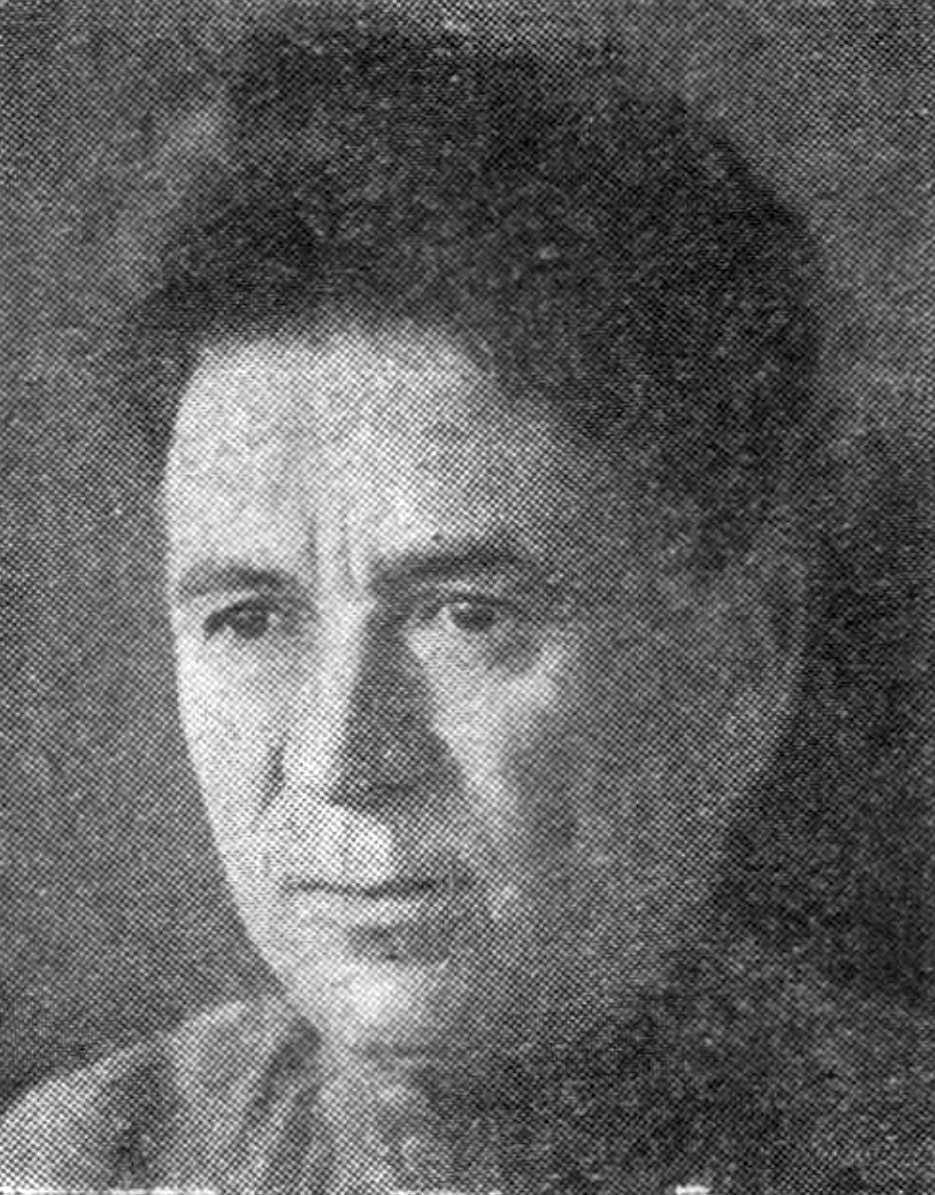
Rachim Ibragimow, 1938

Rachim Kiriejewicz Ibragimow (ros. Рахим Киреевич Ибрагимов, ur. 2 sierpnia?/15 sierpnia 1904 we wsi Itkuł w guberni orenburskiej, zm. 20 grudnia 1971 w Ufie) – przewodniczący Prezydium Rady Najwyższej Baszkirskiej ASRR (1938-1946).
1925-1929 kursant Zjednoczonej Tatarsko-Baszkirskiej Szkoły Wojskowej im. Tatarskiego CIK, 1929-1937 służył w Armii Czerwonej, dosłużył się stopnia starszego porucznika. Od 1930 członek WKP(b), od 20 października 1937 do 25 lipca 1938 p.o. przewodniczącego Centralnego Komitetu Wykonawczego (CIK) Baszkirskiej ASRR, od lipca 1938 do listopada 1946 przewodniczący Prezydium Rady Najwyższej Baszkirskiej ASRR, 1946-1953 minister przemysłu spożywczego Baszkirskiej ASRR.

## Odznaczenia
- Order Lenina (1944)
- Order Czerwonej Gwiazdy (16 sierpnia 1936)
- Order „Znak Honoru” (1949)